# Trabea unicolor
Trabea unicolor là một loài nhện trong họ Lycosidae.
Loài này thuộc chi Trabea. Trabea unicolor được William Frederick Purcell miêu tả năm 1903.